# All Hell Breaks Loose
All Hell Breaks Loose je šesti studijski album njemačkog thrash metal sastava Destruction objavilen 25. travnja 2000. godine.
All Hell Breaks Loose vraća u izvorne thrash metal, no ovaj put uvode i elemente groove metala koji bio je na albuma The Least Successful Human Cannonball. Također to je prvi album s Schmierom od albuma Release from Agony s 1987. godine.

## Popis pjesama
1. "Intro" - 0:43
2. "The Final Curtain" - 4:26
3. "Machinery of Lies" - 3:41
4. "Tears of Blood" - 4:03
5. "Devastation of Your Soul" - 4:09
6. "The Butcher Strikes Back" - 3:07
7. "World Domination of Pain" - 4:05
8. "X-treme Measures" - 4:53
9. "All Hell Breaks Loose" - 5:40
10. "Total Desaster 2000" - 3:07
11. "Visual Prostitution" - 3:50
12. "Kingdom of Damnation" - 3:37

## Zasluge
Destruction
- Schmier - vokali, bas-gitara
- Mike Sifringer - gitara
- Sven Vormann - bubnjevi